# Cocosteïns
Els cocosteïns (Coccosteina) són un infraordre de placoderms, un grup de peixos cuirassats que es diversificaren al Devonià.

## Sistemàtica
- Gènere basal Maideria
- Superfamília Buchanosteoidea
  - Família Buchanosteidae
- Superfamília Gemuendenaspoidea
  - Família Gemuendenaspidae
- Superfamília Homosteoidea
  - Família Homosteiidae
- Superfamília Brachydeiroidea
  - Família Brachydeiridae
- Superfamília Coccosteoidea
  - Família Pholidosteidae
  - Família Coccosteidae
  - Família Plourdostenidae
  - Família Torosteidae
  - Família Incisoscutidae
  - Família Camuropiscidae
- Superfamília Dinichthyloidea
  - Família Dinichthyidae
  - Família Trematosteidae
  - Família Rachiosteidae
  - Família Pachyosteidae
  - Família Titanichthyidae
  - Família Bungartiidae
  - Família Selenosteidae
  - Família Mylostomatidae